# Ponapéwaaierstaart
De ponapéwaaierstaart (Rhipidura kubaryi) is een zangvogel uit de familie Rhipiduridae (waaierstaarten). De vogel werd in 1876 door de Duitse dierkundige Otto Finsch beschreven en als eerbetoon vernoemd naar de Poolse natuuronderzoeker John Stanislaw Kubary

## Verspreiding en leefgebied
Deze soort is endemisch op het eiland Pohnpei (oude naam Ponapé) in de Oceanische eilandstaat Micronesië.

## Status
Er is weinig bekend over deze soort maar aangenomen wordt dat er geen bedreigingen zijn en dat de populatie stabiel is. Op de Rode lijst van de IUCN heeft deze soort daarom de status niet bedreigd.